# Pasta do butów

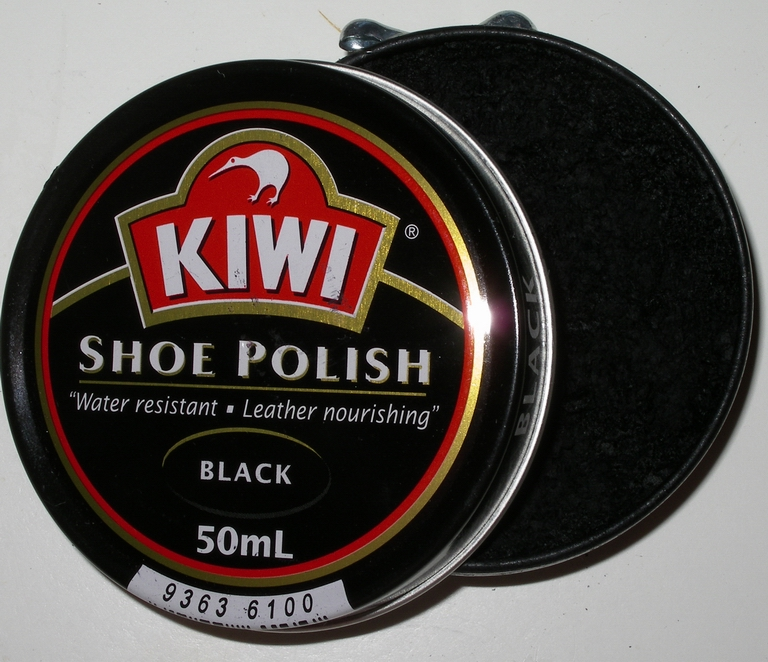
Otwarta puszka pasty do butów z mechanizmem do otwierania umieszczonym na bocznej ściance (widoczny u góry zdjęcia).

Pasta do butów – produkt zazwyczaj w postaci woskowatej pasty lub kremu, używany do nabłyszczania, impregnacji i poprawiania wyglądu obuwia, tym samym przedłużający jego trwałość.
Przez setki lat do polerowania butów używano różnorodnych substancji naturalnych, poczynając od wosku i łoju. Współczesna pasta do butów jest zazwyczaj mieszanką materiałów naturalnych i syntetycznych, m.in. ropy naftowej, terpentyny, barwników i gumy arabskiej, powstającą w nieskomplikowanym procesie chemicznym.

## Zastosowanie

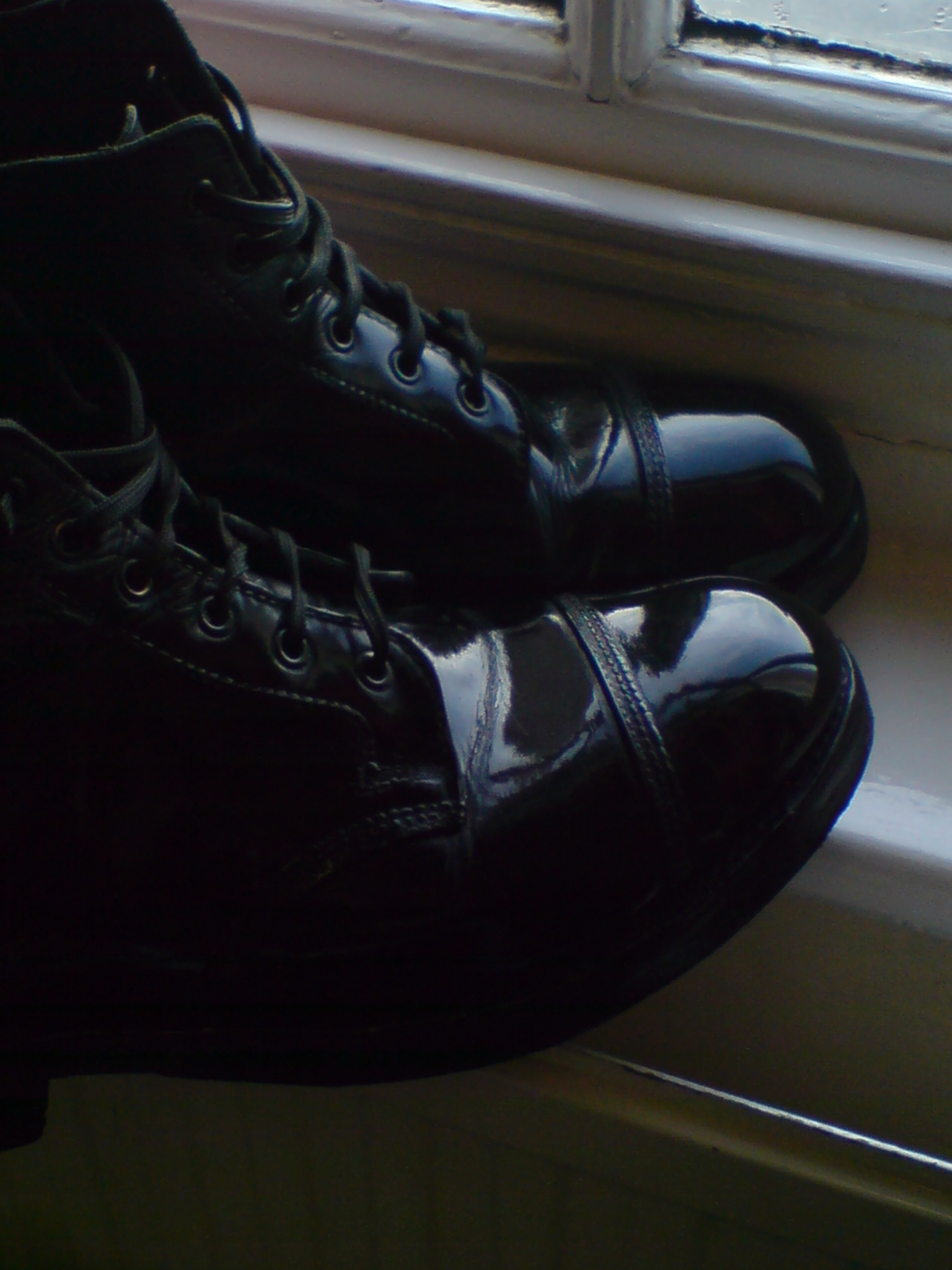
Buty po polerowaniu śliną

Pastę można rozcierać na bucie używając szmatki lub szczotki. Pasta do butów nie jest produktem czyszczącym, dlatego przed jej nałożeniem obuwie powinno być czyste i suche. Dobry efekt zapewnia energiczne, równomierne wcieranie pasty w skórę buta czystą i suchą szmatką lub szczotką.
Pasta do butów jest również dostępna w sprzedaży w postaci aplikatora – uprzednio nasączonej twardej gąbki, którą przeciera się obuwie bez konieczności dodatkowego nakładania jakiejkolwiek substancji na skórę czy samą gąbkę. Wiele firm wytwarzających produkty do pielęgnacji obuwia oferuje też płynną pastę do butów w miękkich, plastikowych buteleczkach, zakończonych małym aplikatorem z gąbki.
Istnieje wiele produktów chemicznych do pielęgnacji obuwia, niebędących typową pastą do butów. Są to np. wybielacze do białych butów oraz wszelkiego rodzaju spreje i aerozole do czyszczenia i impregnowania obuwia zamszowego.
Chociaż pasta do butów jest głównie przeznaczona do pielęgnacji butów ze skóry, niektóre marki dopuszczają również ich stosowanie na innych nieporowatych powierzchniach, jak np. winyl. Pasta jest zwykle w tym samym kolorze co buty lub jest bezbarwna.

## Historia

### Przed dwudziestym wiekiem

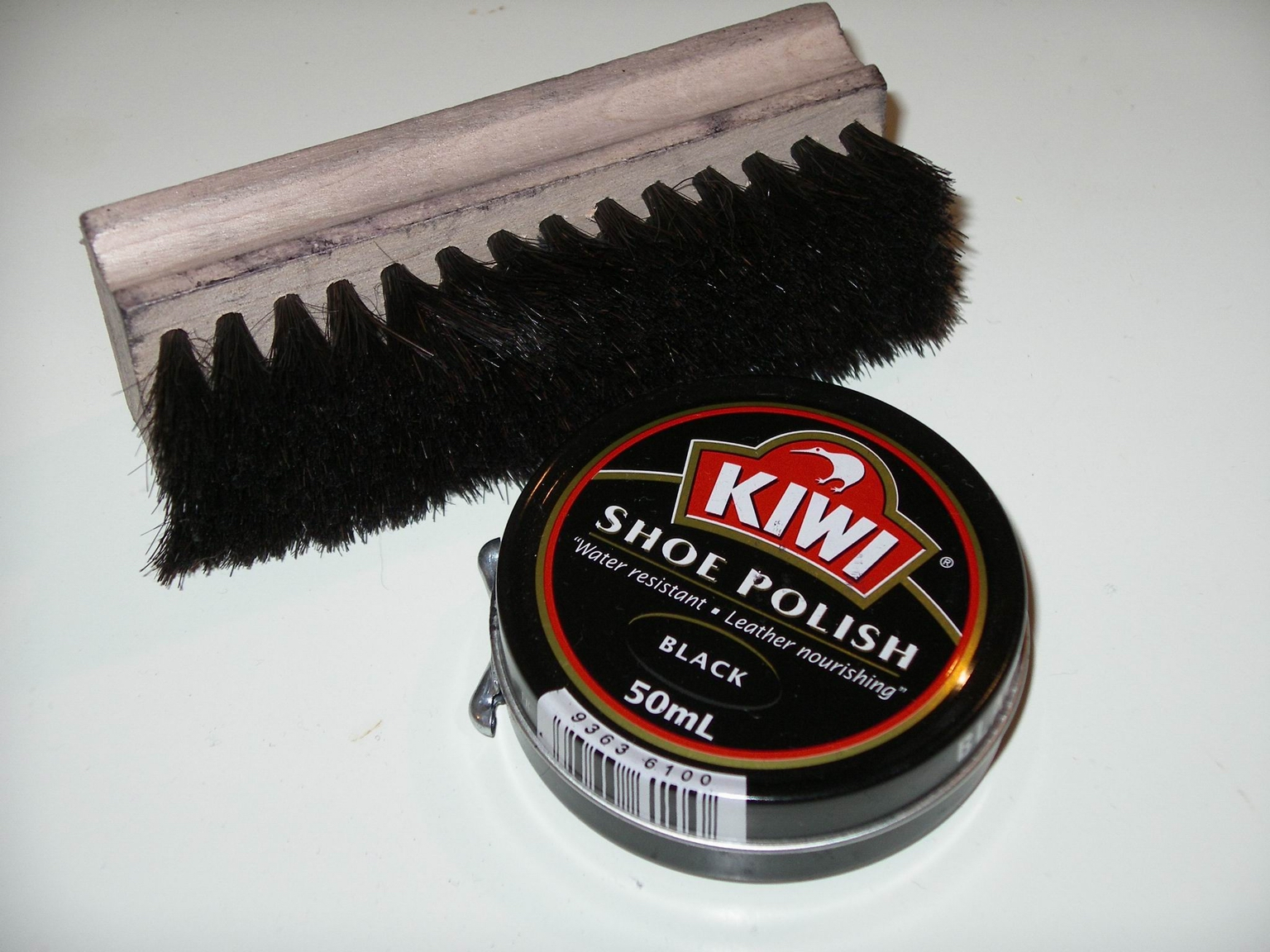
Pasta i szczotka do butów.

Od czasów średniowiecza do zmiękczania i impregnowania skóry używano tłuszczu garbarskiego wytwarzanego z wosku, oleju, popiołu i łoju, nie nadawał on jej jednak połysku. Jako że w XVIII wieku skóra o wysokim stopniu naturalnego połysku stała się szczególnie popularna, ważne stało się nadawanie obuwiu takiego właśnie wykończenia. Do uzyskania tego efektu używano różnorodnych środków domowej produkcji, wytworzonych na bazie lanoliny lub wosku pszczelego.
W XIX wieku powstało wiele rodzajów past do butów, chociaż rzadko tak je nazywano. Zamiast tego używano określenia czernidło (zwłaszcza gdy zawierały sadzę), lub po prostu dubbin – tłuszcz garbarski. Do produkcji prostych postaci past używano w tym czasie łoju. Chicago w stanie Illinois, gdzie na farmach hodowlanych przetwarzano 82% spożywanego w Stanach Zjednoczonych mięsa, stało się z tego powodu głównym ośrodkiem produkcyjnym pasty do butów.
Przed 1906 nie uważano pasty do butów za produkt handlowy, czy też specjalnie wyszukany. W XIX wieku, choć sprzedaż nie stała na zbyt wysokim poziomie, dostępnych było na terenie Wielkiej Brytanii kilka marek pasty, np. Nugget. Praktyka czyszczenia butów na ulicy stopniowo się przyjęła i już wkrótce wielu pucybutów oferowało swoje usługi, używając prostych rodzajów past i szmatek do polerowania.

### Współczesna pasta

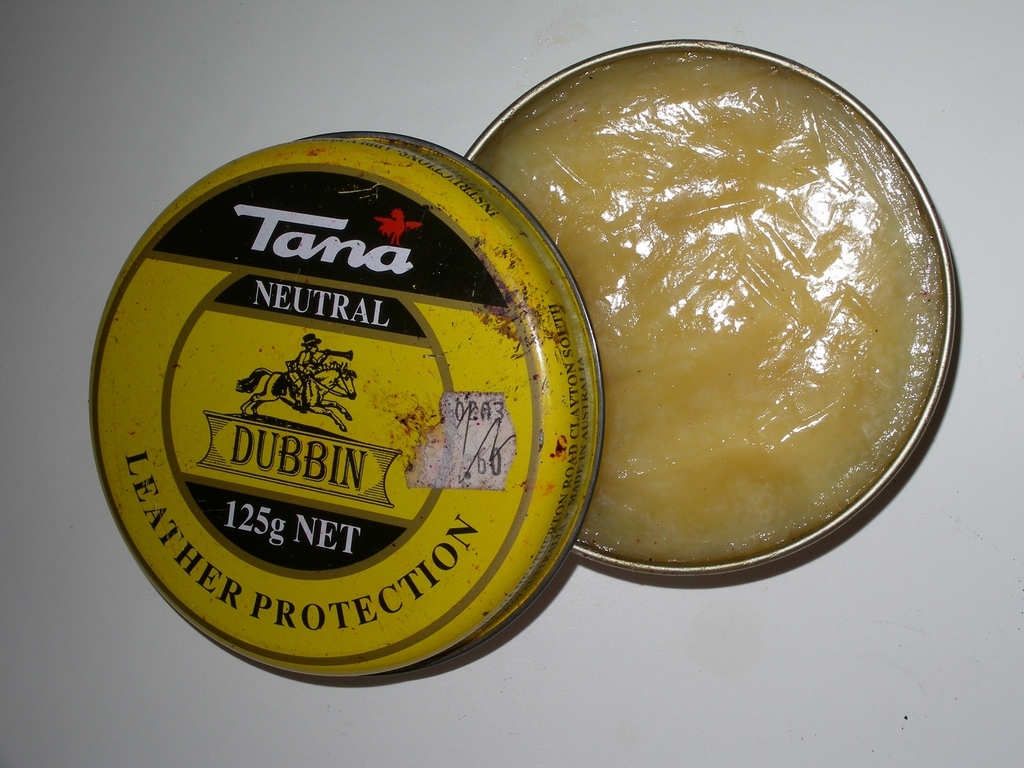
Otwarta puszka impregnatu

Choć w owym czasie dostępne były już liczne produkty konserwujące skórę (m.in. irlandzki Punch, produkowany od 1851, i niemiecki Erdal, w sprzedaży od 1901), pierwszą pastą przypominającą dzisiejsze była Kiwi. Szkoccy emigranci William Ramsay i Hamilton McKellan zaczęli w 1904 wytwarzać swój produkt do polerowania butów w małej fabryce w Melbourne w Australii. Jego formuła okazała się wielkim krokiem naprzód w stosunku do dotychczas produkowanych marek. Konserwowała skórę, nabłyszczała ją, a także przywracała kolor. Do czasu wypuszczenia na rynek Kiwi Dark Tan w 1908 dodano do pasty składniki nadające skórze buta elastyczność i wodoodporność. Pasty wyprodukowane w Australii, dostępne w sprzedaży w różnych kolorach, uważano w tamtych czasach za najlepsze na świecie. Rozpoczął się eksport produktu do Wielkiej Brytanii, kontynentalnej Europy i Nowej Zelandii.
Nazwa Kiwi pochodzi od ptaka zamieszkującego Nową Zelandię, gdyż żona Ramsay`a, Annie Elizabeth Meek Ramsay, pochodziła z Oamaru w Nowej Zelandii. Istnieje teoria, iż w czasie, gdy z Nową Zelandią kojarzono dość mgliście kilka różnych symboli, rozpowszechnienie się pasty Kiwi na całym świecie zwiększyło rozpoznawalność ptaka kiwi i wypromowało go kosztem innych jako symbol państwa.
We wczesnym okresie konkurencyjną marką dla Kiwi była Cobra Boot Polish, produkowana w Sydney. Cobra wsławiła się serią komiksowych reklam w „The Sydney Bulletin”, ukazujących się od 1909. Występowała w nich postać zwana „Chunder Loo of Akim Foo” – wysoki, łysy, sympatyczny Hindus, w towarzystwie grubego koali, z wozem zaprzęgniętym w trzy kobry.

### Wzrost popularności
Pod koniec XIX wieku obuwie skórzane stało się dostępne dla szerokiej grupy konsumentów. Wraz z wybuchem I wojny światowej w 1914 popyt na ogromne liczby butów wojskowych wymagających polerowania doprowadził do konieczności stworzenia produktu umożliwiającego robienie tego łatwo, szybko i wydajnie. Pasta była także używana do polerowania skórzanych pasków, kabur na pistolety i uprzęży dla koni. Tak duże zapotrzebowanie spowodowało szybki wzrost sprzedaży past do butów. Popularność pasty Kiwi rozprzestrzeniła się na terytorium Wspólnoty Brytyjskiej i Stanów Zjednoczonych. Zaczęły się również pojawiać konkurencyjne marki, takie jak Shinola (Stany Zjednoczone), Cherry Blossom (Wielka Brytania), Parwa (Indie), Jean Bart (Francja) i wiele innych. Kampanie reklamowe przybrały na sile, wiele marek past do butów używało historycznych lub fikcyjnych postaci, aby wyrobić w konsumentach świadomość istnienia tych produktów.
Pasta do butów pojawiała się wszędzie tam, gdzie zapuszczały się alianckie wojska. Amerykański korespondent wojenny, Walter Graeber, napisał dla tygodnika „TIME” z okopów w Tobruku w 1942, że „stare puszki brytyjskiej pasty Kiwi leżą obok butelek po Chianti”. Historię potwierdzającą wzrost globalnego znaczenia pasty do butów opowiedziała Jean (Gertrude) Williams, Nowozelandka, żyjąca w Japonii podczas okupacji alianckiej tuż po II wojnie światowej. Amerykańscy żołnierze uznawali matowy wygląd swoich butów za zawadę podczas starań o względy japońskich kobiet:
Kiedy siły okupacyjne Wspólnoty Brytyjskiej pojawiły się w Japonii – wyposażone w buty wypolerowane do stopnia nieznanego w wojsku USA – żołnierze amerykańscy stali się bardziej świadomi swoich stóp niż kiedykolwiek. Sekret, jak się okazało, leżał nie tylko w metodzie polerowania śliną, ale w doskonałej australijskiej paście do butów, towarze, który szybko stał się przedmiotem handlu wymiennego z Amerykanami – kilka paczek papierosów za jedną puszkę pasty Kiwi.
Żołnierze powracający z wojny nadal używali tego produktu, tym samym powodując dalszy wzrost jego popularności. Kilka lat po zakończeniu II wojny światowej Kiwi otworzyło zakład produkcyjny w Filadelfii, wytwarzający jedynie czarną, brązową i bezbarwną pastę do butów w puszkach.

### Współcześnie

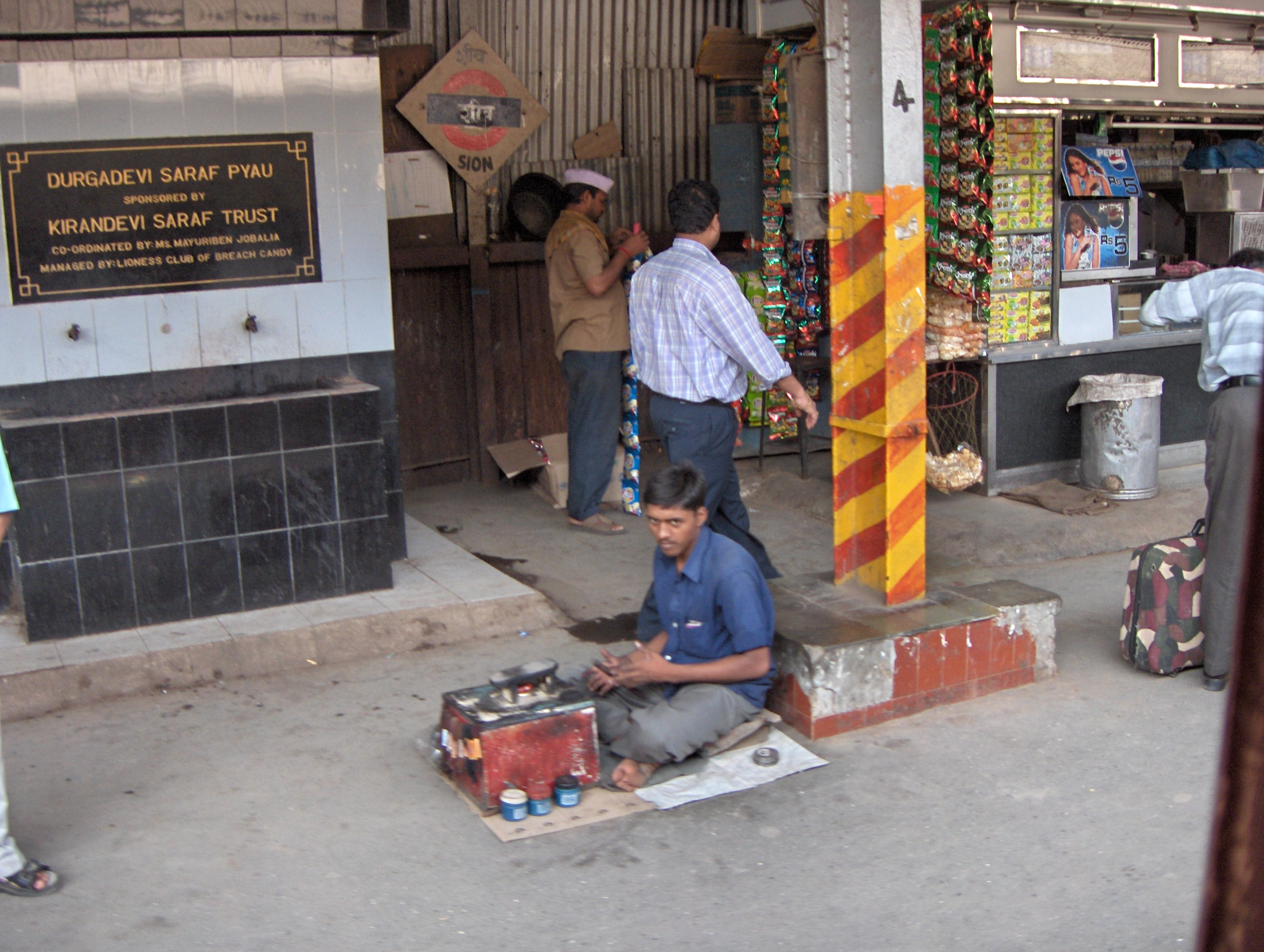
Czyściciel butów na peronie stacji kolejowej w Mumbaju, Indie

Środki do pielęgnacji obuwia należą do tanich, niezbyt często kupowanych produktów. Popyt na nie jest nieelastyczny lub w większości niepodatny na zmiany cen, a poziom sprzedaży jest ogólnie niski. Na całkowitą sprzedaż składają się w ok. 26% pasty, w 24% kremy, w 23% aerozole, a w 13% środki płynne. W ostatnich latach popyt na środki do pielęgnacji obuwia albo pozostaje statyczny, albo ulega zmniejszeniu. Jednym z powodów jest stopniowe zastępowanie eleganckiego obuwia skórzanego przez codzienne obuwie wykonane z materiałów niewymagających specjalnej pielęgnacji.
Dostępne są liczne marki produktów do pielęgnacji obuwia, istnieją też specjalistyczne sieci sklepów zajmujących się ich sprzedażą. Odbywa się ona na dwóch obszarach: skierowana jest do konsumentów indywidualnych oraz do specjalistów i rzemieślników, takich jak szewcy. Skala procentowa sprzedaży w tych dwóch kierunkach jest z grubsza porównywalna.
Pasta Kiwi pozostaje marką dominującą na świecie – jest sprzedawana w ponad 180 krajach i dzierży 53% światowego rynku. Obecnie wytwarzana jest w Australii, Kanadzie, Francji, Indiach, Pakistanie, RPA, Hiszpanii, Wielkiej Brytanii i w USA. Inne główne marki to Kelly's, Shinola, Lincoln Shoe Polish, Meltonian, Angelus i Cherry Blossom.
Markę Kiwi zakupiła amerykańska firma Sara Lee, po uprzednim kupnie marki Griffin od firmy Reckitt and Colman w 1991 i Esquire od Knomark w 1987. Federalna Komisja Handlu w 1994 oceniła, iż Sara Lee planuje uzyskać pozycję monopolisty na rynku chemicznych produktów do pielęgnacji obuwia w USA. Od tego momentu firma nie może pozyskiwać nowych wpływów w tym obszarze bez uprzedniej zgody Komisji. Również Urząd ds. Konkurencji w Wielkiej Brytanii zbadał kwestię potencjalnego monopolu Sary Lee w tym zakresie.
W Indiach wciąż można zobaczyć chłopców zajmujących się czyszczeniem butów, uprawiających to zajęcie zwłaszcza na peronach kolejowych.
Puste buteleczki po płynie do czyszczenia butów bywają używane do tworzenia graffiti, po opróżnieniu z resztek płynu i napełnieniu ich atramentem lub farbą. Są często określane jako „mopy Kiwi”, gdyż większość produktów w opakowaniach tego rodzaju wytwarza Kiwi. Jest to tania, łatwo dostępna alternatywa dla specjalnych markerów do graffiti.

## Skład i toksykologia
Pasta do butów składa się z woskowatej emulsji – substancji złożonej z wielu częściowo niemieszalnych płynów. Zazwyczaj składnikami są wszystkie lub niektóre z wymienionych: benzyna lakowa, lanolina, terpentyna, wosk (często wosk carnauba), guma arabska, glikol etylenowy i w razie potrzeby barwnik, taki jak sadza węglowa lub jeden z azozwiązków (np. żółcień anilinowa). Jej typowa gęstość to około 0,8 g/cm³, więc jest lżejsza od wody. Jest słabo rozpuszczalna w wodzie i w 65-66% składają się na nią substancje lotne – zazwyczaj benzyna lakowa. Wysoka zawartość substancji lotnych oznacza, że pasta po nałożeniu wysycha i twardnieje, zachowując przy tym swój połysk.
Lanolina, woskopodobna substancja uzyskiwana z runa zwierząt wełnistych, takich jak owce lub kozy, działa jako impregnat oraz czynnik wiążący, nadający paście mazistą strukturę. Zapobiega również wyparowaniu benzyny do momentu rozsmarowania cienkiej warstwy pasty i wtarcia jej w całą powierzchnię skóry. Dodatkowym składnikiem pasty do butów jest zagęstnik, bez którego byłaby ona zbyt płynna i przez to trudna w użyciu. Guma arabska, substancja z dwóch subsaharyjskich gatunków akacji, to składnik powszechnie używany dla zwiększenia kleistości produktu.
Pasta do butów zawiera chemikalia, które mogą być absorbowane przez skórę lub wdychane. Mając kontakt z pastą do butów powinno chronić się ciało przez bezpośrednią ekspozycją na pastę i pozostawać w dobrze wentylowanym pomieszczeniu. Produkt należy przechowywać w miejscach poza zasięgiem dzieci i zwierząt. Pasta może spowodować trudno zmywalne plamy na skórze człowieka, a gdy dostanie się do oka, może wywołać jego podrażnienie
.

## Produkcja

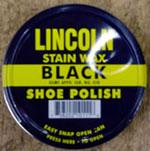
Pojemnik pasty do butów firmy Lincoln

Pastę do butów wytwarza się w dużych zbiornikach, podgrzewanych do odpowiedniej temperatury, przy zapewnionej wentylacji. Mimo że nie ma jednej ustalonej metody produkcji, w większości przypadków odbywa się ona przy ciśnieniu dwóch atmosfer, co daje pewność, że benzyna nie wyparuje, a temperatura mieszaniny nie przekroczy 85 °C.
Pierwszym etapem produkcji typowej pasty do butów jest stopienie wosku o najwyższej temperaturze topnienia w elektrycznym podgrzewaczu. Następnie dodawane są kolejne rodzaje wosku, zazwyczaj począwszy od tego o najwyższej temperaturze topnienia. Podczas gdy roztopiony wosk utrzymywany jest w stałej temperaturze, emulsja – mieszanka różnorodnych olejów oraz, jeżeli zostały użyte, tłuszczów, jest podgrzewana osobno, do około 85 °C. Podgrzana emulsja dodawana jest do wosku, wraz z wodą destylowaną. Gdy mieszanina osiągnie mniej więcej 80 °C, dodaje się terpentynę wraz z rozpuszczonymi barwnikami, jeśli pasta nie ma być bezbarwna. Całość miesza się nieprzerwanie przez pół godziny. Wymieszana masa jest powoli schładzana do 50 °C, a gdy wzrośnie jej lepkość, jest przelewana przez zamknięty lej od komory chłodzącej. Przelana masa pozostawiana jest do powolnego stężenia, dzięki czemu nie ulega rozwarstwieniu. Proces uważany jest za mało skomplikowany, a niezbędny sprzęt jest stosunkowo łatwy do nabycia. Koszt założenia fabryki pasty do butów szacowany jest na około 600 000$ (na rok 2005).
Pastę tradycyjnie pakuje się w płaskie, okrągłe, 60-gramowe metalowe puszki, zazwyczaj z elementem ułatwiającym otwieranie. Jako że pasta zużywana jest w małych ilościach przez dłuższy okres, z uwagi na zawartość substancji lotnych, takich jak benzyna, pakowanie w duże pojemniki powodowałoby jej wysychanie przed zużyciem. Tradycyjne płaskie, okrągłe puszki stały się charakterystycznym dla pasty do butów opakowaniem.

## Inne metody

Skórka banana używana do wyczyszczenia i wypolerowania butów

Do polerowania butów można użyć skórki od banana. Po przetarciu buta wewnętrzną stroną skórki, należy następnie wypolerować go kawałkiem tkaniny. Substancje oleiste zawarte w bananie są wchłaniane przez skórzaną powierzchnię buta, co utrwala efekt polerowania.
Do czyszczenia butów z zamszu i nubuku można wykorzystać skórkę od chleba.

## Pasta do butów w kulturze popularnej
- Charles Dickens w wieku 12 lat pracował w fabryce pasty do butów niedaleko obecnej stacji kolejowej Charing Cross, gdzie za sześć szylingów tygodniowo naklejał etykiety na pojemniki. Doświadczenia z tego okresu wykorzystał tworząc postać Davida Copperfielda, który pracował w rozlewni wina.
- Dante Hicks, postać z filmu Clerks – Sprzedawcy, użył pasty do butów do napisania wielkimi literami na prześcieradle wywieszonym przed drzwiami sklepu „Zapewniam, że otwarte”, co powodowało, że wielu ludzi w ciągu całego filmu pytało go: „Czemu pachniesz pastą do butów?"